# 包西線
包西線（ほうせいせん、中文表記: 包西铁路、英文表記: Baotou-Xi'an Railway）は、中華人民共和国内モンゴル自治区包頭市ホンドロン区の包頭駅と陝西省西安市臨潼区の新豊鎮駅を結んでいる鉄道路線である。

## 概要
第十一次五カ年計画において『中長期鉄路網規画』の重点建設項目に指定され、包頭から柳州に至る南北方向の路線の一部として建設された。包頭西駅 - 大保当駅間および甘泉北駅 - 張橋駅間は複線の新線が建設され、大保当駅 - 甘泉北駅間は既存の単線が複線化された。既存の包神線は神華集団が所有する単線の運炭用路線であり、包西線には含まれない。神延線神木北駅 - 大保当駅間は神大線に、西延線甘泉北駅 - 鐘家村駅間は甘鐘線に改称された。全長800.9kmであり、陝西省北部の黄隴炭田に通じており石炭輸送量は年間1億トン、旅客列車は1日25本運行されている。全線34駅が設置され、設計最高速度は西安 - 延安間が200km/h、延安 - 包頭間が160km/hである。
2007年11月25日に建設工事が開始され、2010年12月28日全線開通、2011年1月1日に旅客営業が開始された。2012年7月1日には西安 - 延安間にて動車組の運行が開始され、所要時間は2時間半に短縮された。同じく2016年5月15日には包頭 - オルドス間でも運行が開始され、所要時間は56分に短縮された。

## 駅一覧
- 包頭駅 - 包頭南駅 - ダラト西駅 - 響沙湾駅 - 罕台川北駅 - 罕台川駅 - 東勝西駅 - オルドス駅 - 新街駅 - 中鶏駅 - 神木西駅 - 大保当駅 - 曹傢伙場駅 - 牛家梁駅 - 紅石峡駅 - 楡林駅 - 閻荘則駅 - 魚河駅 - 鎮川駅 - 米脂駅 - 綏徳駅 - 田荘鎮駅 - 呼家塔駅 - 清澗県駅 - 子長駅 - 瓦窯堡駅 - 石家砭駅 - 蟠龍鎮駅 - 延安北駅 - 川口駅 - 延安駅 - 甘泉北駅 -富県東駅 - 洛川東駅 - 黄陵南駅 - 北塬駅 - 西社駅 - 蒲城東駅 - 張橋駅 - 関山駅 - 相橋駅 - 昌寨駅 - 何寨駅 - 新豊鎮駅（ - 臨潼駅 - 窯村駅 - 灞橋駅 - 西安東駅 - 西安駅）
- 包西疏解線：包頭西駅 - 包頭南駅
- 何臨連絡線：何寨駅 - 臨潼東駅 - 西安北駅